# Convent and Academy of the Visitation
Der Convent and Academy of the Visitation, heute der Visitation Monastery genannt, ist ein historischer römisch-katholischer Gebäudekomplex, der sich in der Stadt Mobile im US-Bundesstaat Alabama befindet. Er besteht aus Sakralbauten und einem Friedhof, die 1973 von dem Historic American Buildings Survey urkundlich festgelegt wurden. Der Komplex wurde am 24. April 1992 in das National Register of Historic Places aufgenommen im Rahmen der Historic Roman Catholic Properties in Mobile Multiple Property Submission. Neben dem Convent of Mercy ist er einer der zwei noch erhaltenen historischen Klosterkomplexe in Mobile.

## Geschichte

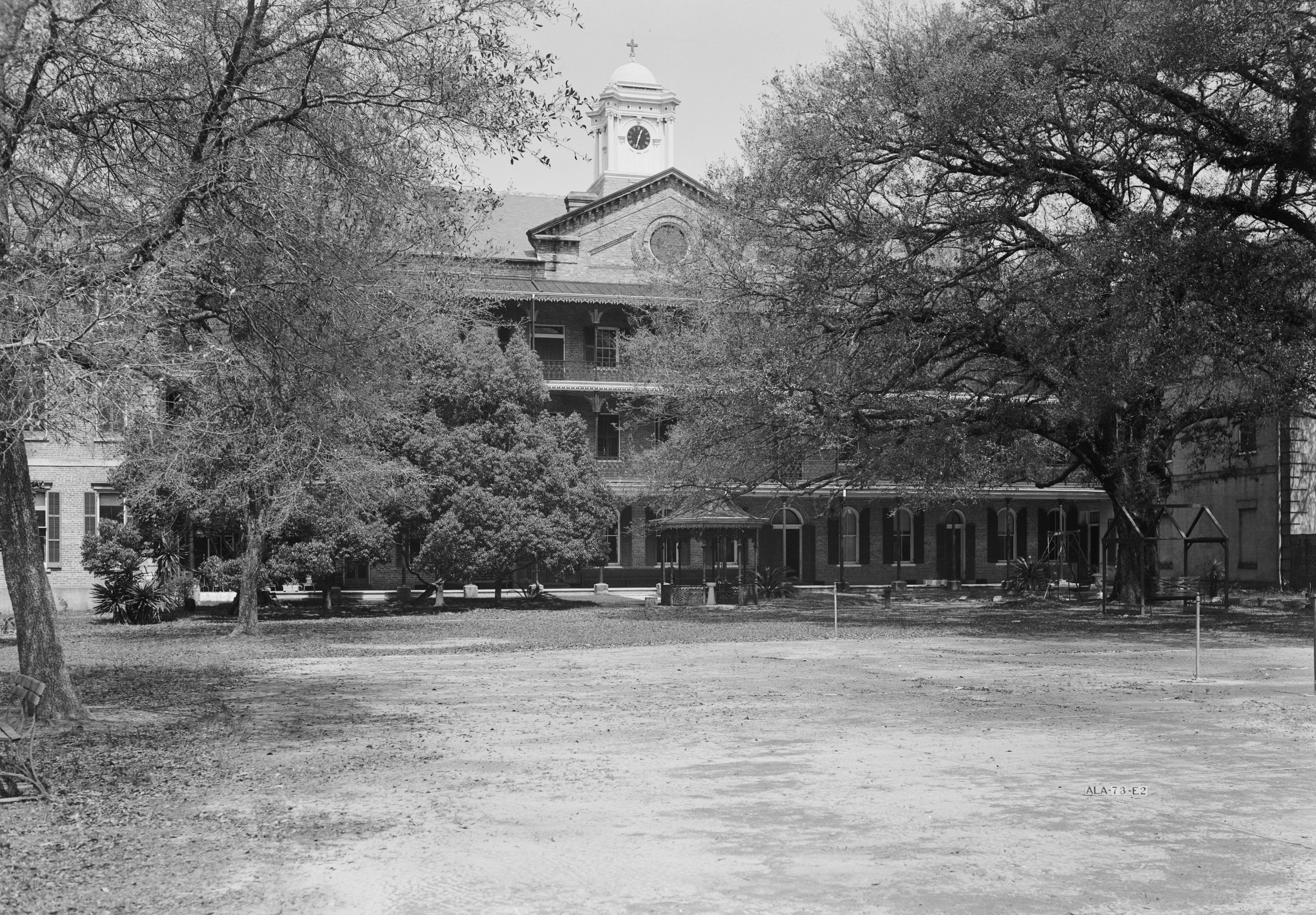
Der südliche Bau im Jahre 1937, der auch 1885 errichtet wurde.

Der Convent of the Visitation wurde von Michael Portier, dem ersten Bischof von Mobile, gegründet. Portier wollte ein Kloster für den Orden von der Heimsuchung Mariens gründen, damit die Schwestern die Schülerinnen bilden konnten, weil es damals im Bistum Mobile zu wenige Schulen gab. 1832 erhielt Portier die Erlaubnis vom Papst Gregor XVI. und kamen die fünf ersten Schwestern aus Georgetown.
Der Anzahl an Studentinnen stieg auf 40 im ersten Jahr, bis die Gebäude im Mai 1854 durch Brand zerstört wurden. Einen Monat später wurde ein Geviert mit neuen Gebäuden gebaut, die das Zentrum des heutigen Klosterkomplexes sind. Diese Gebäude wurde vom Architekten James Henry Hutchisson im Stil der französischen Renaissance entworfen und im Jahre 1855 fertiggestellt.
Am Anfang der 1900er Jahre wurden eine weiterführende Schule und eine Grammar School zur Academy hinzugefügt. Sie befanden sich in einem dreigeschossigen Gebäude aus dem Jahr 1900 an der westlichen Seite des Gevierts. Beide wurden 1952 geschlossen und das ehemalige Schulgebäude wurde 1953 abgerissen. Danach gründeten die Schwestern ein Exerzitienhaus, das noch heute Männer, Frauen und Teenagers für Exerzitien und andere Ereignisse beherbergt.
Von 1985 bis 1991 wurden die Gebäude umfangreich renoviert. Der Innenraum der Sacred Heart Chapel wurde ab 1988 renoviert und 1999 neu eingeweiht.

## Beschreibung

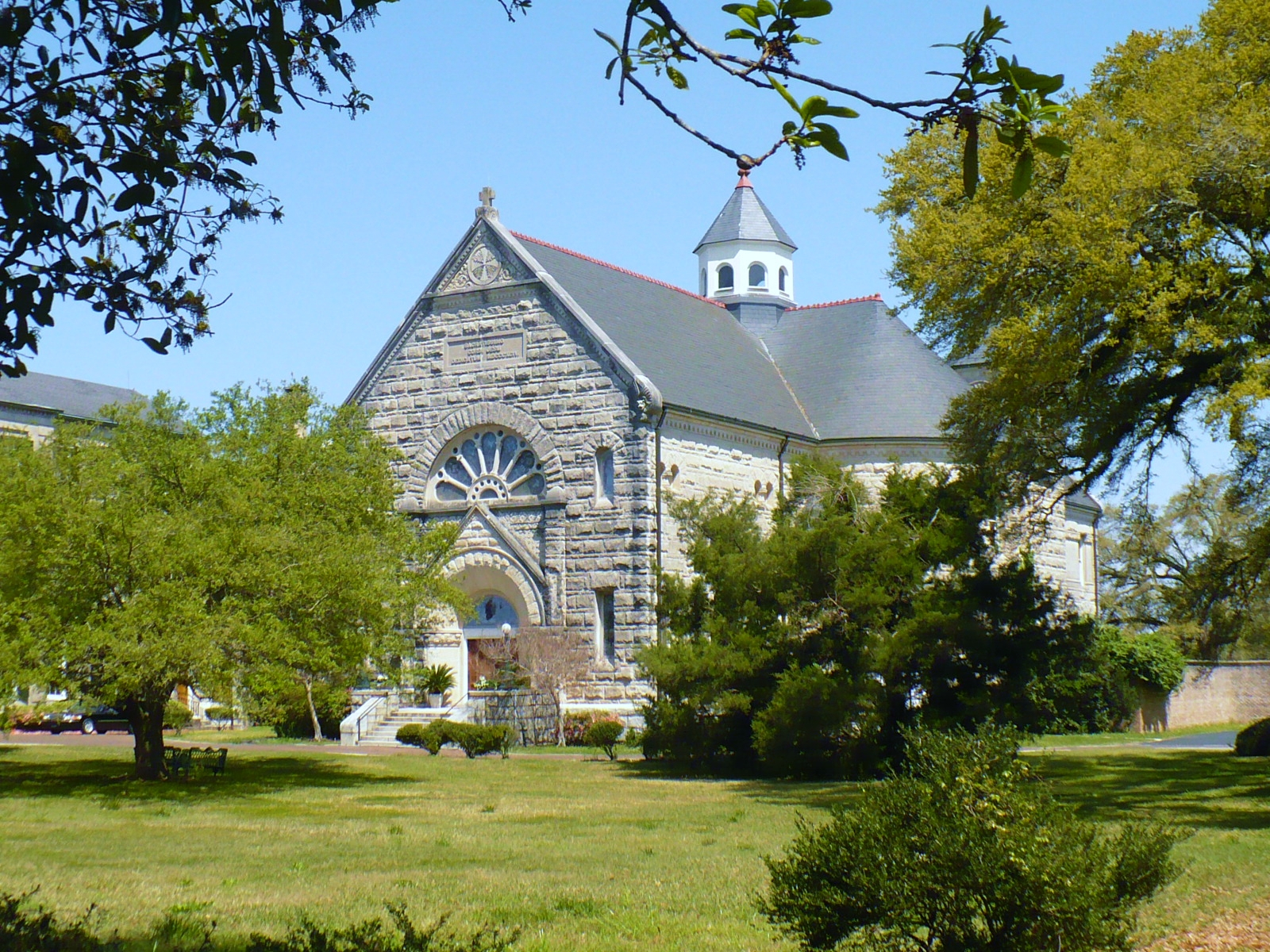
Die Sacred Heart Chapel

Der Komplex besteht hauptsächlich aus den Gebäuden des Gevierts aus 1855 im Stil der französischen Renaissance sowie mehreren späteren Gebäuden. Die neuromanische Sacred Heart Chapel wurde 1895 fertiggestellt. Ein neuromanisches und neugotisches Pfarrhaus wurde 1899 fertiggestellt, um die eingeladenen Geistlichen zu beherbergen. Das ganze Eigentum ist von hohen Steinmauern aus den 1850er Jahren umschlossen. Dazu stehen Mauern zwischen den öffentlichen und den privaten Gebäuden sowie um den privaten Friedhof des Orden von der Heimsuchung Mariens. Dort sind die Grabstellen mit einfachen weißen Kreuzen markiert.